# بنت الشلبیه
بِنت الشَلَبیَّه نام یک ترانه فولکلور عربی است. این ترانه توسط خوانندگان بسیاری اجرا شده که از معروف‌ترین آن‌ها اجراهایی است که فیروز خوانندهٔ لبنانی انجام داده‌است.

## نام
نام این ترانه (دختر شلبیه) ممکن است به ناحیه سیلوس در جنوب کشور پرتغال اشاره کند که در عربی «شلب» نامیده می‌شود. این فرضیه، ریشهٔ ترانه را به موسیقی اندلس مرتبط می‌کند.
اصطلاح «بنت الشلبیه» به طور عام برای دختران و زنان زیباروی فلسطین و اورشلیم نیز به کار می‌رود. همچنین به غیر از اندلس و فلسطین، برخی ریشهٔ این ترانه را در موسیقی عراق، لبنان یا ترکیه نیز دانسته‌اند.

## اجراها

### در موسیقی عربی
نسخه‌ای از این ترانه که فیروز در دههٔ ۱۹۵۰ میلادی اجرا کرد، در موسیقی عربی مشهور است. این اجرا در مقام نهاوند است.
از دیگر اجراهای این ترانهٔ عربی می‌توان به اجرای آن توسط گوگوش اشاره کرد که در فروردین سال ۱۳۵۵ در بغداد صورت گرفت.
متن کامل شعر این ترانه به عربی از قرار زیر است:
| البنت الشلبية، عيونها لوزية |  | بحبك من قلبي، يا قلبي، إنتِ عينيَّ  |
| حد القناطرْ، محبوبي ناطرْ     |  | كسر الخواطر، يا ولفي، ما هان عليَّ |
| بتطلْ، بتلوحْ، والقلب مجروحْ   |  | وأيام عالبال بتعن وتروح          |
| تحتِ الرمانة حُبي حكاني       |  | سمعني غناني، يا عيوني، وتغزل فيَّ  |

ترجمهٔ بیت اول چنین است: دختر شلبیه، با چشمان بادامی / از قلبم دوستت دارم ای دل من، تو چشمانم هستی.

### در موسیقی ایرانی
ترانهٔ «شانه» بر اساس ملودی بنت الشلبیهٔ فیروز ساخته شده‌است. شاعر این ترانهٔ فارسی، ناصر رستگارنژاد است و این قطعه ابتدا توسط پوران اجرا و در آلبوم اشکم دونه دونه منتشر شد (در این نسخه، عباس شاپوری آهنگساز و تنظیم‌کننده و انوشیروان روحانی نوازندهٔ پیانو بودند) اما بعداً به صورت دوصدایی با ویگن نیز اجرا و منتشر شد. شانه بعداً توسط خوانندگان بسیاری بازخوانی شد که یکی از اولین آن‌ها در فیلم بیم و امید ساختهٔ گرجی عبادیا بود که در آن گوگوش که در آن زمان بازیگری ۹ ساله بود، ترانهٔ شانه را اجرا کرده‌است.